# Голубь (колокол)

Фотография колокола в 1927 году

Колокол «Голубь» (укр. Мазепин дзвін) — колокол, отлитый в 1699 году украинским военным литейщиком Карпом Балашевичем по заказу гетмана Мазепы и предназначенный для Батуринской Воскресенской церкви. Об этом свидетельствовала надпись на колоколе. Эта церковь находилась на Гончаровке, рядом с резиденцией гетмана, и была придворной. На колоколе был отлит документально датированный портрет Мазепы конца XVII века. По мнению исследователя Бориса Пилипенко, колокол работы Карпа Балашевича являлся «выдающимся памятником украинского литейного дела».

## История колокола
В 1699 году гетману исполнилось 60 лет и в это же время закончилась война с Турцией и Крымом. Отсюда, вероятно, происходило и название колокола «Голубь». В 1708 году гетманская столица была разрушена московскими войсками. Колокол был перевезен в Домницкий Рождественско-Богородицкий монастырь на Черниговщине.
«Думницкая обитель» на реке Думнице — упоминается в универсалах Мазепы с 16.V.1699 по 5.VI.1700 годов. Гетьман был щедрым донатором этого монастыря (об этом упоминала также казацкая старшина в Бендерах 1709 г.) и основателем его соборной церкви. В конце XVIII в. Домницкий монастырь нашел себе новых благодетелей в лице князя Александра Безбородко и его брата графа Ильи Безбородко, которые отстроили старый Мазепин монастырь, украсили его новыми каменными церквами, колокольней и другими зданиями и обеспечили соответствующим капиталом. На колокольне Домницкого монастыря и сохранился колокол Мазепы. Когда и как он попал туда — неизвестно. Но можно полагать, что его сохранению помогла опека Безбородков над монастырем.

В 1927 году колокол нашёл в Домницком монастыре черниговский этнограф Б. К. Пилипенко. Тогда же колокол был перевезен в Черниговский исторический музей, где он находился до начала Второй мировой войны. Пилипенко сфотографировал колокол и в 1929 году сделал о нём доклад в Исторической секции Всеукраинской академии наук в Киеве на заседании Комиссии истории казачества и казацких времен:
«По кругловатому верхнему краю корпуса — полоса рельефного стилизированного растительно-цветочного орнамента в отдельных суженных к верху мотивах. Под ним среди трех двойных рельефных черт — надпись „рок АХЧШ“ (1699). Под надписью — широкая полоса густого роскошного акантового рельефного мотива. Ниже — рельефный ряд ангольских головок с крыльями, связанными в одну орнаментную зубчатую полосу. На середине корпуса — выпуклые изображения птицы со сложенными крыльями и надписью „голубъ“. С противоположной стороны в роскошном барочном картуше — надпись в три ряда: „Карпъ Иосифович Дhлатель“. Между изображением птицы и надписью в картуше на всю ширину корпуса колокола, врезаясь в полосу из ангелов, — рельефный образ воскресения. Симметрично к нему с противоположной стороны, также нарушая зубчатую полосу ангелов — большой рельефный герб в виде перевернутой буквы с т. н. вилчастым завершением и короткой поперечной чертой. Со сторон вертикальной черты — полумесяц и шестиугольная звезда. Вокруг — буквы: І.С. М. Г. В. Е. Ц. П. В. З. Герб — на фестонированном щите, окруженном роскошным барочным картушем со шлемом и перьями. Рядом с гербом с правой стороны — фигура во весь рост, одетая в жупан, длинный плащ, в широкой шапке, с саблей на боку. Левая рука опирается на бедро, правая — держит булаву».
Колокол считался утерянным со времён Великой Отечественной войны. Однако летом 2015 года московский историк А. Е. Тарасов (исторический факультет МГУ) обнаружил «Голубь» на колокольне Никольского кафедрального собора в Оренбурге. Колокол утратил язык и приобрёл трещину.